# Dante Exum
Dante Exum (* 13. Juli 1995 in Melbourne, Victoria) ist ein australischer Basketballspieler, der seit 2023 bei den Dallas Mavericks unter Vertrag steht. Der Point Guard galt als Schüler als eines der größten Talente auf seiner Position und wurde von seiner Spielweise her mit dem US-Amerikaner Penny Hardaway verglichen. Seine bisherige Karriere wurde jedoch von schweren Verletzungen, insbesondere im Kniebereich, überschattet, und Exum konnte die hohen Erwartungen bisher nicht erfüllen.

## Jugend
Exum galt in jungen Jahren als großes Talent und wurde an der australischen Sportakademie Australian Institute of Sport gefördert, wo bereits NBA-Spieler wie Luc Longley, Patty Mills und Andrew Bogut herangereift sind. 2013 nahm er als Mitglied der Weltauswahl am Nike Hoop Summit teil. Beim 112:98-Sieg der Weltauswahl über eine amerikanische Jugendauswahl erzielte er 16 Punkte, 3 Rebounds und 2 Assists. Weitere Aufmerksamkeit zog Exum kurz darauf bei der U19-Weltmeisterschaft auf sich. Er führte Australien auf den vierten Platz und erzielte dabei 18,2 Punkte und 3,8 Assists pro Spiel. Anschließend kam er bei der Ozeanienmeisterschaft erstmals in der A-Nationalmannschaft zum Einsatz.
Ende des Jahres schloss er die Schule ab und hatte die Möglichkeit, College-Basketball in den USA zu spielen. Jedoch entschied er sich dagegen und zog nach Anaheim, um sich für eine Karriere als Profi vorzubereiten. Im Januar 2014 gab Exum seine Anmeldung zum NBA-Draftverfahren bekannt.

## Karriere

### NBA
Exum galt im Vorfeld der Draft als eines der fünf besten Talente. In der NBA-Draft 2014 wurde er vom Utah Jazz an fünfter Stelle ausgewählt. Am 11. Juli 2014 folgte die Vertragsunterschrift beim Jazz. Sein NBA-Debüt gab Exum am 30. Oktober 2014 gegen die Houston Rockets. Dabei erzielte er bei der 93:104-Niederlage seiner Mannschaft 5 Punkte, 1 Assist und 1 Steal in 10 Minuten Einsatzzeit. Nachdem er die ersten Spiele überwiegend von der Bank aus in Spiel kam, verdrängte Exum im Laufe der Saison den nominellen Point Guard Trey Burke auf die Bank. Exum nahm in seinem ersten Jahr an der NBA Rising Stars Challenge teil. Er spielte in seinem ersten Jahr alle 82 Spiele und stand in 41 Spielen in der Anfangsaufstellung. Er schloss die Saison mit 4,8 Punkten, 2,4 Assists und 1,6 Rebounds im Schnitt ab.
Im August 2015 erlitt Exum bei einem Freundschaftsspiel zwischen Australien und Slowenien einen Kreuzbandriss im linken Knie und fiel für die komplette Saison aus. Zur Saison 2016/17 kehrte Exum genesen wieder zurück und kam in 66 Saisoneinsätzen auf 6,2 Punkte und 1,7 Assists. Mit Utah erreichte er erstmals die NBA-Playoffs. Bei einem Vorbereitungsspiel zur Saison 2017/18 gegen die Phoenix Suns kugelte sich Exum bei einem Angriffszug zum Korb die linke Schulter aus, womit er für den Rest der Saison auszufallen drohte. Er kehrte jedoch für die verbleibenden 14 Saisonspiele zurück und kam auch in den Playoffs für die Jazz zum Einsatz. Im Sommer 2018 unterschrieb er bei den Jazz einen 33 Millionen US-Dollar dotierten Dreijahresvertrag. Der Vertrag wurde jedoch aufgrund von Exums Verletzungsanfälligkeit stark leistungsbezogen gestaltet.

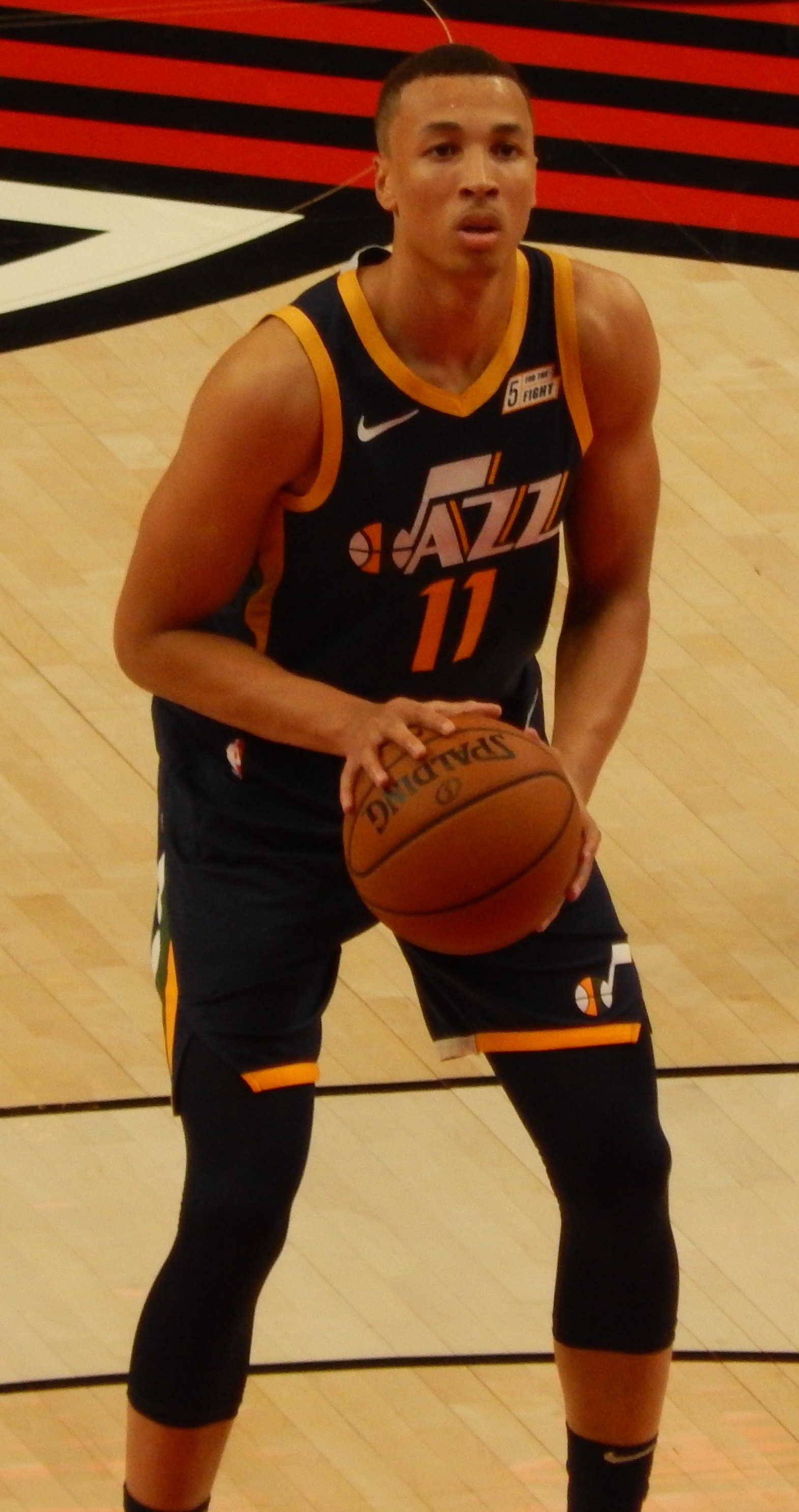
Exum bei den Utah Jazz, 2018

Der Auftakt in die Saison 2018/19 verlief zunächst gut für Exum. Er erlitt jedoch bei einem Spiel gegen die Detroit Pistons eine Verstauchung und Prellung des Knöchels, wodurch er mehrere Wochen ausfiel.  Exum kehrte zurück, nachdem er 25 Spiele ausgesetzt hatte und verletzte sich erneut schwer, als er einen Teilriss der Patellasehne im rechten Knie erlitt, womit er erneut für den Rest der Saison ausfiel. Dies war für Exum bereits die dritte schwere Verletzung in seiner jungen Karriere und die zweite, die im Kniebereich aufgetreten ist. Bis zu diesem Zeitpunkt hatte Exum 42 Saisonspiele absolviert und 6,9 Punkte und 2,6 Assists pro Spiel erzielt.
In der Saison 2019/20 kam Exum aufgrund seiner Verletzung nur noch selten zum Einsatz und wurde kurz vor Weihnachten, am 24. Dezember 2019, für Jordan Clarkson an die Cleveland Cavaliers abgegeben. Nach etwa einem Jahr bei den Cavaliers wurde Exum im Januar 2021 zu den Houston Rockets transferiert, für die Exum in der Saison 2020/21 kein NBA-Spiel bestritt. Mitte Oktober 2021 wurde der Australier aus dem Aufgebot der Texaner gestrichen.

### FC Barcelona
Anfang Dezember 2021 stattete ihn der FC Barcelona mit einem Dreimonatsvertrag aus. Bis zum Ende der Saison 2021/22 bestritt Exum in der Liga ACB 21 Spiele für Barcelona und kam auf einen Mittelwert von 9 Punkten je Begegnung. In der EuroLeague kamen 25 Spieleinsätze hinzu (6,3 Punkte/Spiel).

### KK Partizan Belgrad
Im Juli 2022 gab KK Partizan Belgrad die Verpflichtung des Australiers bekannt. Er gewann mit der Mannschaft im Juni 2023 den Meistertitel in der Adriatischen Basketballliga.

### NBA-Rückkehr
Im Juli 2023 nahmen die Dallas Mavericks Exum unter Vertrag.

### Nationalmannschaft
Exum ist seit 2013 festes Mitglied der australische Basketballnationalmannschaft. So nahm er 2013 an der Ozeanienmeisterschaft in Neuseeland teil und gewann diese. Für die Basketball-Weltmeisterschaft 2014 wurde er ebenfalls in den australischen Basketballkader berufen. Mit Australien erreichte er das Achtelfinale, in dem man gegen die Türkei ausschied. Exum absolvierte sechs Spiele und erzielte dabei 2,7 Punkte, 1,5 Rebounds und 2,0 Assists pro Spiel.
Bei den 2021 ausgetragenen Olympischen Sommerspiele 2020 gewann Exum mit Australien die Bronzemedaille. In der Schlussphase des Spiels um den dritten Platz gegen Slowenien war er als Korbschütze und/oder Vorlagengeber an 13 Punkten seiner Mannschaft beteiligt, insgesamt erzielte er in der Partie 12 Punkte. Bei der Halbfinalniederlage gegen die Vereinigten Staaten hatte Exum 14 Punkte erreicht.

## Spielweise
Exum besitzt für seine Größe eine sehr gute Ballbehandlung und Spielübersicht, weswegen er beide Guard-Positionen spielen kann. Er gilt zudem als athletischer und schneller Spieler, der gerne zum Korb zieht und dabei Fouls ziehen kann. Als Schwächen galten zunächst sein Distanzwurf, zudem galt er als zu schmächtig.

## Sonstiges
Exum hat zwei Geschwister, einen älteren Bruder und eine Zwillingsschwester. Sein Vater Cecil Exum, ein US-Amerikaner, spielte zwischen 1980 und 1984 an der University of North Carolina. Dort spielte er mit den späteren NBA-Legenden Michael Jordan und James Worthy zusammen. Mit diesen gewann er 1982 die NCAA-Meisterschaft. Nachdem er 1984 den Sprung in die NBA nicht geschafft hatte, wechselte er in die australische Liga, wo er von 1984 bis 1991 spielte.

## Karriere-Statistiken

### NBA

#### Reguläre Saison
| Jahr    | Team             | GP  | GS | MPG  | FG%  | 3P%  | FT%  | RPG | APG | SPG | BPG | PPG |
| ------- | ---------------- | --- | -- | ---- | ---- | ---- | ---- | --- | --- | --- | --- | --- |
| 2014–15 | Utah             | 82  | 41 | 22.2 | .349 | .314 | .625 | 1.6 | 2.4 | 0.5 | 0.2 | 4.8 |
| 2016–17 | Utah             | 66  | 26 | 18.6 | .427 | .295 | .795 | 2.0 | 1.7 | 0.3 | 0.2 | 6.2 |
| 2017–18 | Utah             | 14  | 0  | 16.8 | .483 | .278 | .806 | 1.9 | 3.1 | 0.6 | 0.2 | 8.1 |
| 2018–19 | Utah             | 42  | 1  | 15.8 | .419 | .290 | .791 | 1.6 | 2.6 | 0.3 | 0.1 | 6.9 |
| 2019–20 | Utah / Cleveland | 35  | 1  | 13.9 | .471 | .349 | .744 | 1.9 | 1.1 | 0.4 | 0.2 | 4.5 |
| 2020–21 | Cleveland        | 6   | 3  | 19.3 | .385 | .182 | .500 | 2.8 | 2.2 | 0.7 | 0.3 | 3.8 |
| Gesamt  | Gesamt           | 245 | 72 | 18.6 | .407 | .305 | .764 | 1.8 | 2.1 | 0.4 | 0.2 | 5.7 |

#### Playoffs
| Jahr    | Team   | GP | GS | MPG  | FG%  | 3P%  | FT%   | RPG | APG | SPG | BPG | PPG |
| ------- | ------ | -- | -- | ---- | ---- | ---- | ----- | --- | --- | --- | --- | --- |
| 2016–17 | Utah   | 7  | 0  | 12.0 | .407 | .333 | 1.000 | 0.9 | 1.3 | 0.7 | 0.0 | 4.6 |
| 2017–18 | Utah   | 10 | 0  | 11.4 | .488 | .286 | .750  | 1.4 | 1.0 | 0.1 | 0.1 | 5.1 |
| Gesamt  | Gesamt | 17 | 0  | 11.6 | .456 | .316 | .833  | 1.2 | 1.1 | 0.4 | 0.1 | 4.9 |